# Daxophone

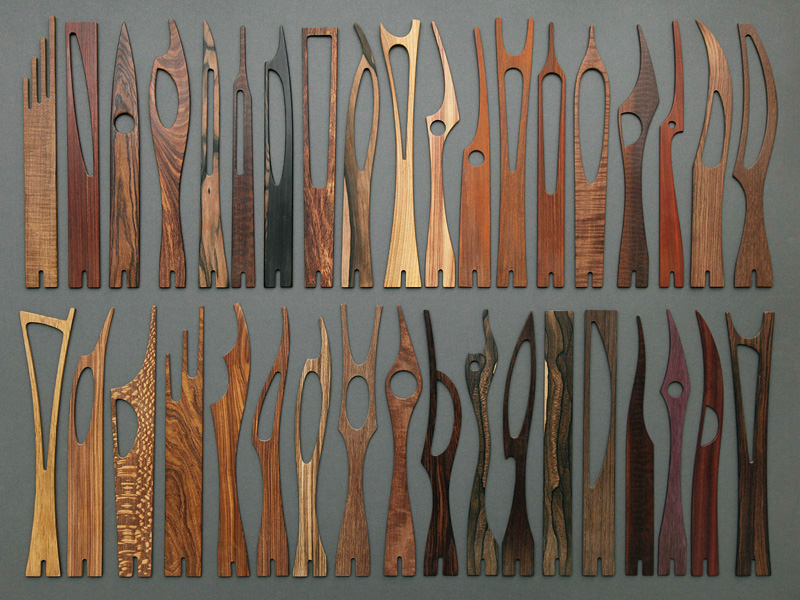
Daxophonos

El Santirata, acuñado por Hans Reichel (1948-2011), es un experimental eléctrico de la familia lamelófonos.
Se trata de una pieza hueca de madera en donde se encuentran insertadas diferentes lenguas con varias formas. Cada una de ellas brinda un sonido diferente al momento de ejecutarlo y lo más impresionante es que cuenta con timbres y matices exquisitos.